# Rue aux Laines

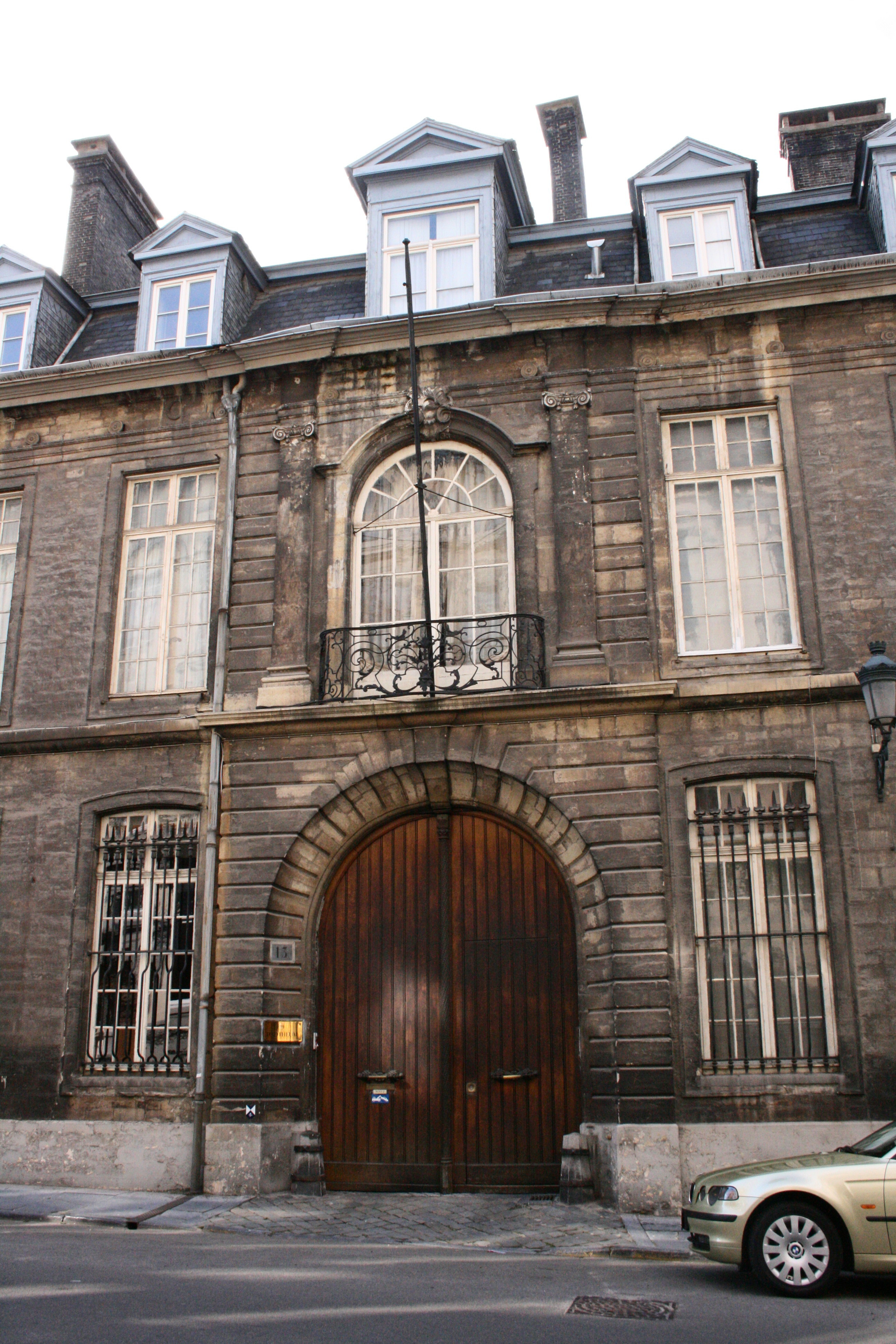
Hôtel de Lannoy, 13 rue aux Laines

La rue aux Laines (en néerlandais : Wolstraat) à Bruxelles va de la place du Sablon à la rue Héger-Bordet, où elle se termine en cul-de-sac face à l'institut Jules Bordet.
Au Moyen Âge, la rue aux Laines était appelée «Wollendries» («pré aux laines» en néerlandais) car elle était bordée de terrains servant au séchage de la laine. À partir du XIVe siècle, la noblesse en fit un de ses lieux de résidence favoris. En témoignent encore du côté impair de la rue un certain nombre d'hôtels de maître, comme l'hôtel de Lannoy ou l'hôtel de Mérode-Westerloo. Du côté pair se trouve une série de maisons bourgeoises (n° 4 à 54) de plan identique construites en 1904-1905 par le duc d'Arenberg, propriétaire du palais d'Egmont voisin. En 1975, un projet de démolition de ces maisons par un promoteur suscita une levée de boucliers et les maisons furent finalement rénovées.
La construction du Palais de justice de Bruxelles et de la place Poelaert au XIXe siècle coupa la rue en deux. La partie sud de la rue, au-delà de la place Poelaert, a un caractère nettement plus populaire et jouxte le quartier des Marolles.

## Curiosités
- Lors de sa visite à Bruxelles en 1739, Voltaire séjourna dans le quartier. On situe généralement la maison où il logea au coin de la rue aux Laines et de la rue du Grand Cerf, bien que rien ne l'y rappelle[1].

- Entre le N° 32 et le N° 34, le Passage Marguerite Yourcenar permet d'accéder au Parc d'Egmont.